# Japanska prepelica
Japanska prepelica (lat. Coturnix Japonica) pripada porodici fazana ili pravih koka (Phasianidae), redu kokoške (Galliformes).

## Istorija
Njena postojbina je Japan i najrasprostranjenija je vrsta prepelice. Prvi pisani podaci o japanskoj prepelici datiraju iz XII veka i tada su uzgajane i čuvane zbog pevanja. U tim zapisima stoji da se japanski car hranio prepeličijim mesom kako bi lakše podneo tuberkulozu. Od tada počinje ozbiljan uzgoj prepelica u Japanu.
Početkom XX veka uveliko je zastupljen veštački uzgoj prepelica u cilju proizvodnje mesa i jaja. Naučna istraživanja u Japanu, Kini, Rusiji a zatim u Češkoj, Mađarskoj, Francuskoj, Nemačkoj, Italiji, Americi i Kanadi, pokazala su da japanska prepelica, svojom otpornošću prema bolestima i proizvodnim svojstvima,predstavlja pravi Prirodno-biološki fenomen.

## Detalji o japanskoj prepelici
Koka japanske prepelice je izvanredan proizvođač jaja i pretvarač biljne hrane u životinjski proizvod tj. jaje, visoke biološke vrednosti. U mnogim zemljama sveta japanska prepelica se gaji radi dobijanja, pre svega, njihovih dragocenih i lekovitih jaja, kao i mesa koje ima ukus divljači sa vrlo niskim sadržajem holesterola.
Ornitolozi svrstavaju japansku prepelicu u jednu od najotpornijih ptičijih vrsta. Njen imunitet je veoma visok pa zbog toga vrlo retko obolevaju.
Naravno, kao i sva živa bića u prirodi i japanska prepelica ima svoje bolesti, kao što su kokcidioza, upala kloake, upala gornjih disajnih puteva, Marekova bolest i kod ptica vrlo često izražen kanibalizam. Ukoliko se u objektu gde se uzgajaju japanske prepelice postignu optimalni uslovi (temperatura u prostoru, osvetljenje, vlažnost vazduha, provetravanje i pre svega kvalitetna hrana), navedene bolesti se mogu svesti na minimum.

## Srbiji
Gajenje japanske prepelice u Srbiji nije na potrebnom nivou. Iako je u svetu poznata činjenica o lekovitosti prepeličijih jaja, uzgoj u Srbiji je u sporom usponu.

## Jaje
Analizama je dokazano da jedno jaje japanske prepelice u odnosu na kokošije, ima pet puta više fosfora, sedam puta više gvožđa i oko deset puta više vitamina B-kompleksa.
Jaja japanske prepelice veoma povoljno deluju na naš centralni nervni sistem, srce, krvne sudove i metabolizam. Zahvaljujući ovom najvećem daru koji nam je Priroda dala, jaja japanske prepelice su se pokazala kao veoma uspešno pomoćno-prirodno lekovito sredstvo u lečenju nekih bolesti a pre svega:
- anemije,
- astme,
- dijabetesa (uz dodatak cimeta),
- holesterola,
- povišenog pritiska,
- opstipacije (zatvora) i
- slabog imuniteta organizma.

Jedno jaje japanske prepelice u proseku teži oko 12 grama. Ono sadrži oko 74% vode, 12% lako svarljivih belančevina, 11% masti, 1% mineralnih materija (kalcijuma, fosfora, gvožđa). Od vitamina su zastupljeni A, B1, B6 i B12. Dragoceni sastojak u jajetu japanske prepelice su vrlo važni enzimi. U poređenju sa jajetom domaće kokoši, jaje japanske prepelice sadrži nešto manje belančevina. Aminokiseline iz proteinskih formacija u belancetu ili žumancetu su izvor belančevina velike svarljivosti i bioloških vrednosti. Analizom jajeta japanske prepelice utvrđeno je da od aminokiselina ima više treonina, serina, glutaminske kiseline i glicina, ali i asparaginske kiseline, arginina i lizina, nego u jajima domaće kokoši.
Za ishranu ljudi, pre svega onih koji žive u većim gradskim sredinama, mogu se bolje shvatiti odnosi između ishrane i prometa hranljivih sastojaka u našem organizmu, koji posle duže upotrebe prepeličijih jaja u sirovom stanju, ostvaruje pozitivan zdravstveni efekat.
Jaja i meso japanske prepelice su veoma korisni za:
- decu u razvoju,
- dijetalce,
- rekonvalescente (stanje posle bolesti ili operacije)

Nauka je dokazala da su lekovita isključivo oplođena jaja.
Supa ili čorba od mesa japanske prepelice, takođe, spada u pomoćno lekovito sredstvo (slično golubijoj supi koju su konzumirali naši stari).
Proučavajući i analizirajući metabolizam japanske prepelice, ornitolozi su izvršili niz eksperimenata:
1. Poznato je da su radioaktivni zraci štetni za sva živa bića. Više puta su, blagim dozama, ozračene koke nosilje i japanske prepelice. Uvek, bez izuzetka, koke su nosile ozračena, a japanske prepelice potpuno zdrava jaja.
2. Takođe, mnogo puta ponovljen eksperiment da bi se izvukao pravilan zaključak: i kokama nosiljama i japanskim prepelicama je davana potpuno identična hrana. Analizom je utvrđeno da žumance u jajetu koke nosilje sadrži neuporedivo veći procenat holesterola dok u jajetu japanske prepelice postoji holesterol u tragovima.

Ruski lekar A.Bulgakov u časopisu „Černomorskaja zdravica“ tvrdi: „pored ostalog, jaja japanske prepelice imaju dobar uticaj na čovekov nervni i kardiovaskularni sistem, i metabolizam. Ova jaja stimulišu stvaranje krvi i poboljšavaju rad želudačno-crevnog trakta“.

## Meso
Meso japanske prepelice preporučuje se trudnicama i deci zbog visokog sadržaja belančevina i vitamina!
Naučnici iz nekoliko zemalja, koji proučavaju ovu "zlatnu" pticu, konstatovali su njenu otpornost prema mnogim bolestima. Zahvaljujući tome, embrion prepelice se koristi kao sirovina u bio-industriji. Oplemenjenost ćelija prepeličijeg grudnog koša pogodna je za proizvodnju vakcine protiv živih virusa. To je dalo osnova za korišćenje prepelice pri spravljanju vakcina protiv besnila, kuge, boginja i drugih bolesti.